# Zespół włosów niedających się uczesać

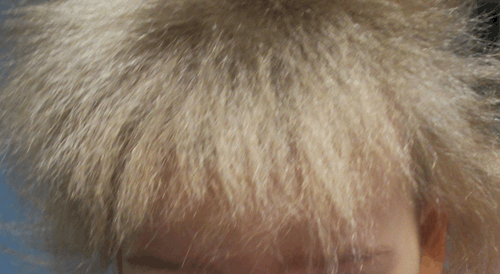
Włosy osoby z zespołem włosów niedających się uczesać

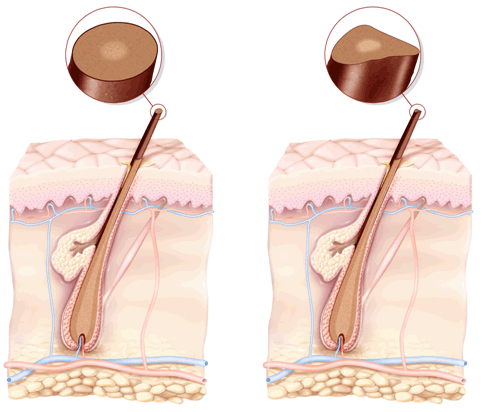
Włos normalny (po lewej) i z zespołem włosów niedających się uczesać (po prawej)

Zespół włosów niedających się uczesać (włosy trójkątne i kanalikowate, łac. pili trianguli et canaliculi, ang. uncombable hair syndrome, spun glass hair) – bardzo rzadka anomalia strukturalna włosów, polegająca na dziwacznym kształcie przekroju włosów z podłużnym ich pobruzdowaniem, co objawia się jako mieniące się jasne włosy o srebrzystym zabarwieniu, sterczące, kędzierzawe, sprawiające niemałe trudności w stylizacji. Włosy zazwyczaj mają prawidłową długość, jakość i wytrzymałość; brwi, rzęsy i włosy innych okolic ciała są prawidłowo zbudowane. Początek schorzenia przypada na wczesne dzieciństwo, z wiekiem występuje tendencja do poprawy. Poza anomaliami struktury włosa nie stwierdza się innych nieprawidłowości.
Rozpoznanie stawiane jest na podstawie obrazu klinicznego i mikroskopowego badania włosa. W diagnostyce różnicowej należy uwzględnić włosy skręcone (pili torti) i zespół luźnych włosów anagenowych.
Badania genetyczne starają się wyjaśnić etiologię tego zespołu. Poprzednio donoszono o przypadkach dziedziczenia autosomalnego dominującego i recesywnego.
Badania opublikowane w sierpniu 2022 roku wykryły, że u większości chorych dzieci występują mutacje genu PADI3 i/lub TGM3 lub TCHH. Od prawidłowego działania tych genów zależy białko trichohialina, które odgrywa istotną rolę w budowie łodygi włosa.
Schorzenie opisali francuscy dermatolodzy w latach 70. jako le syndrome des cheveux incoiffables.